# Salezijanska klasična gimnazija Rijeka
Salezijanska klasična gimnazija katolička je gimnazija u Rijeci. Osnivanje Salezijanske klasične gimnazije u Rijeci je inicijativa kojima Salezijanci nastoje iskazati svoju cjelovitu odgojnu brigu za dobro mladih.

## Povijest
Život i djelovanje Salezijanske klasične gimnazije tijekom 25 godina satkan je različitim nitima karizmatskoga salezijanskog djelovanja. To tkanje tvori stranu povijest ove škole, ostvarenu zalaganjem i radom djelatnika i učenika. Odgojno-obrazovno djelovanje ostvaruje se u različitim područjima; svakodnevnom učenju, sportskim natjecanjima, suradnji s roditeljima, duhovnim obnovama, izletima, zajedničkim ostvarenjem programa i projekata, stručnom napredovanju, znanstvenim istraživanjima, širenjem čitalačke kulture, susretima katoličke mladeži, karitativnim djelovanjem.
Salezijanska klasična gimnazija osnovana je 1959. godine. Prije osnutka gimnazije oni hrvatski mladići koji su željeli postati salezijanci školovali su se najprije u Italiji i Poljskoj, a između dvaju svjetskih ratova uglavnom u Sloveniji. Od tada, pa sve do 1993. godine, bila je sjemenišna gimnazija. Godine 1993. dobiva pravo javnosti te se od tada zove, punim nazivom, Salezijanska klasična gimnazija – s pravom javnosti. Sljedeće, 1994. godine, originalna zgrada škole u Vukovarskoj 62 se dograđuje.
Nakon dvije godine, 1996. godine, u školu se počinju upisivati i djevojke, a sljedeće godine, 1997., započinje druga nadogradnja školske zgrade. Godinu dana nakon toga, 1998. godine, u školi se, uz već postojeći razred klasične gimnazije, upisuje i razred opće gimnazije za sportaše.
Punih dvadeset godina kasnije, 2018. godine, završena je, nakon pet godina, treća i najveća nadogradnja školske zgrade. 
Djelatnici ove gimnazije vode se motom njihovog zaštitnika don Bosca: 
" Roditelji (mladića) nam ih povjeravaju sa željom da ih obrazujemo, ali Gospodin nam ih šalje da se pobrinemo za njihove  duše. Sve drugo treba biti sredstvo u službi tog cilja."

## Ustroj
40 djelatnika škole sačinjavaju:
- 31 nastavnik
- 2 stručne suradnice
- 6 djelatnika administrativno-tehničke službe
- ravnatelj

Svaka učionica opremljena je LCD projektorom i računalom, a zgrada gimnazije sadrži specijalizirane kabinete za informatiku i kemiju te školsku knjižnicu. Temelj fonda knjižnice čini knjižna građa – oko 18000 svezaka, a knjižnica također sadrži i računala s pristupom internetu. U zgradi gimnazije još se nalaze kantina i kapelica. U procesu je izgradnja školske dvorane u kojoj će se odvijati nastava tjelesne i zdravstvene kulture.

## Nastava
Nastava se odvija u jutarnjoj smjeni od 8:00 do 14:00.
Razredni odjeli:
- sportski razredni odjel

2 razredna odjela
- klasični razredni odjel

1 razredni odjel
Provode se još i fakultativni predmeti:
- Francuski jezik

1 sat tjedno 
- Medijska kultura

1 sat tjedno, naglasak na gledanju filmova i poznavanju medija
- Web dizajn

1 sat tjedno, naglasak na informatici i dizajniranju web stranica
Izvannastavne aktivnosti uključuju recitatorsku-dramsku družinu, likovnu skupinu "Art Lab", karitativnu skupinu "Volonteri sv. Vinka", umijeće tiskanja, uvezivanja i izdavanja knjige, školski zbor, družina knjižničara, SŠK "Dominik Savio"  

## Kulturna i javna djelatnost škole
U djelovanju Salezijanske klasične gimnazije, s pravom javnosti uz ostale aktivnosti velika se pozornost posvećivala i kulturnom i javnom djelovanju kojim se škola povezuje sa širom zajednicom i sudjeluje u njezinu životu. Kulturna i javna djelatnost ostvarivala se najviše djelovanjem izvannastavnih aktivnosti i školske knjižnice, a u pojedine su se projekte i programe redovito ili pojedinačno uključivali i profesori klasičnih jezika te aktiva prirodnih predmeta.

## Vanjske poveznice
Mrežna mjesta
- Salezijanska klasična gimnazija  Arhivirana inačica izvorne stranice od 24. studenoga 2021. (Wayback Machine), službeno mrežno mjesto
- Salezijanci sto godina dijele sudbinu Rijeke i njezinih stanovnika
- Salezijanci dali velik doprinos riječkoj povijesti
- [neaktivna poveznica]